# Donjon

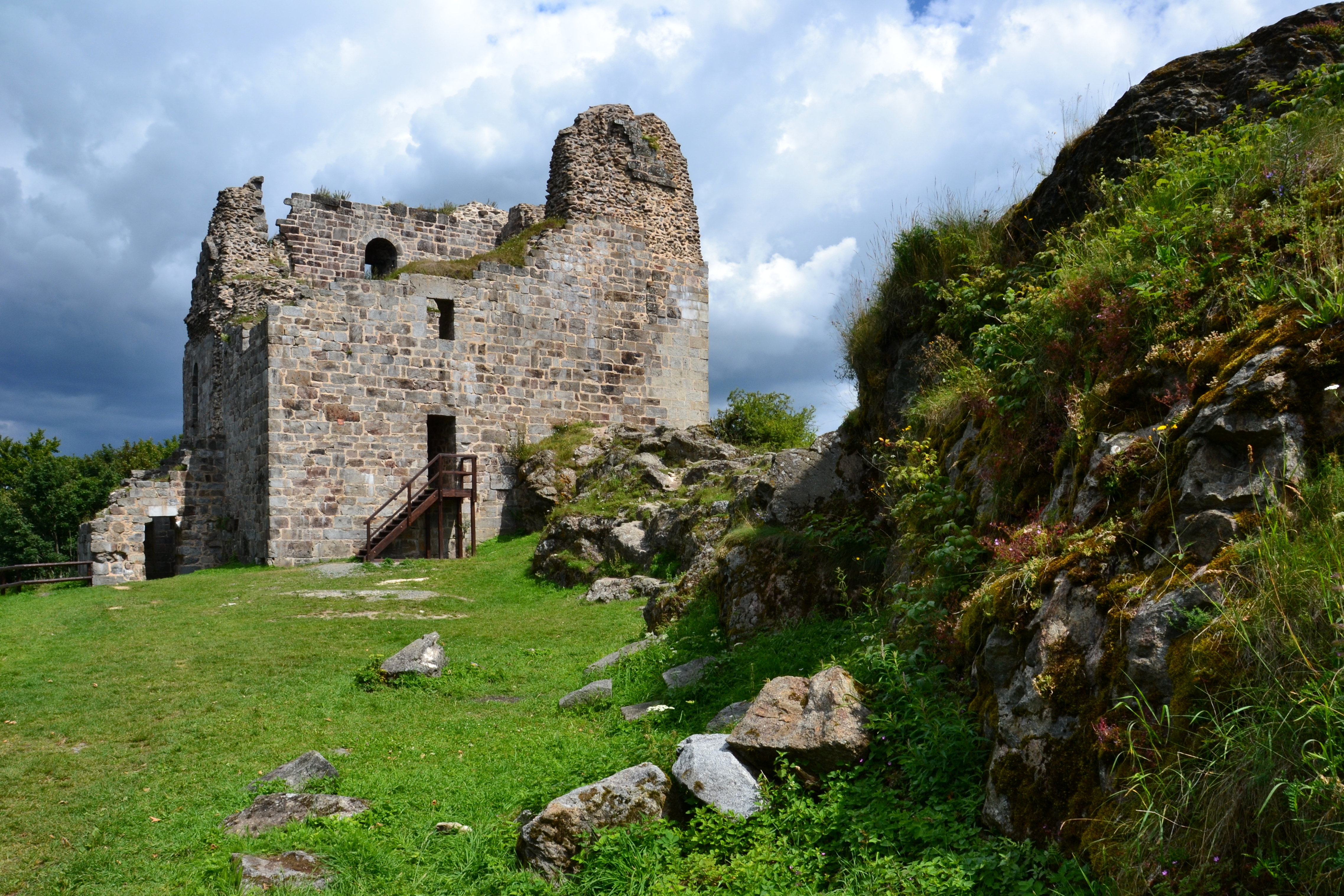
Přimda v okrese Tachov

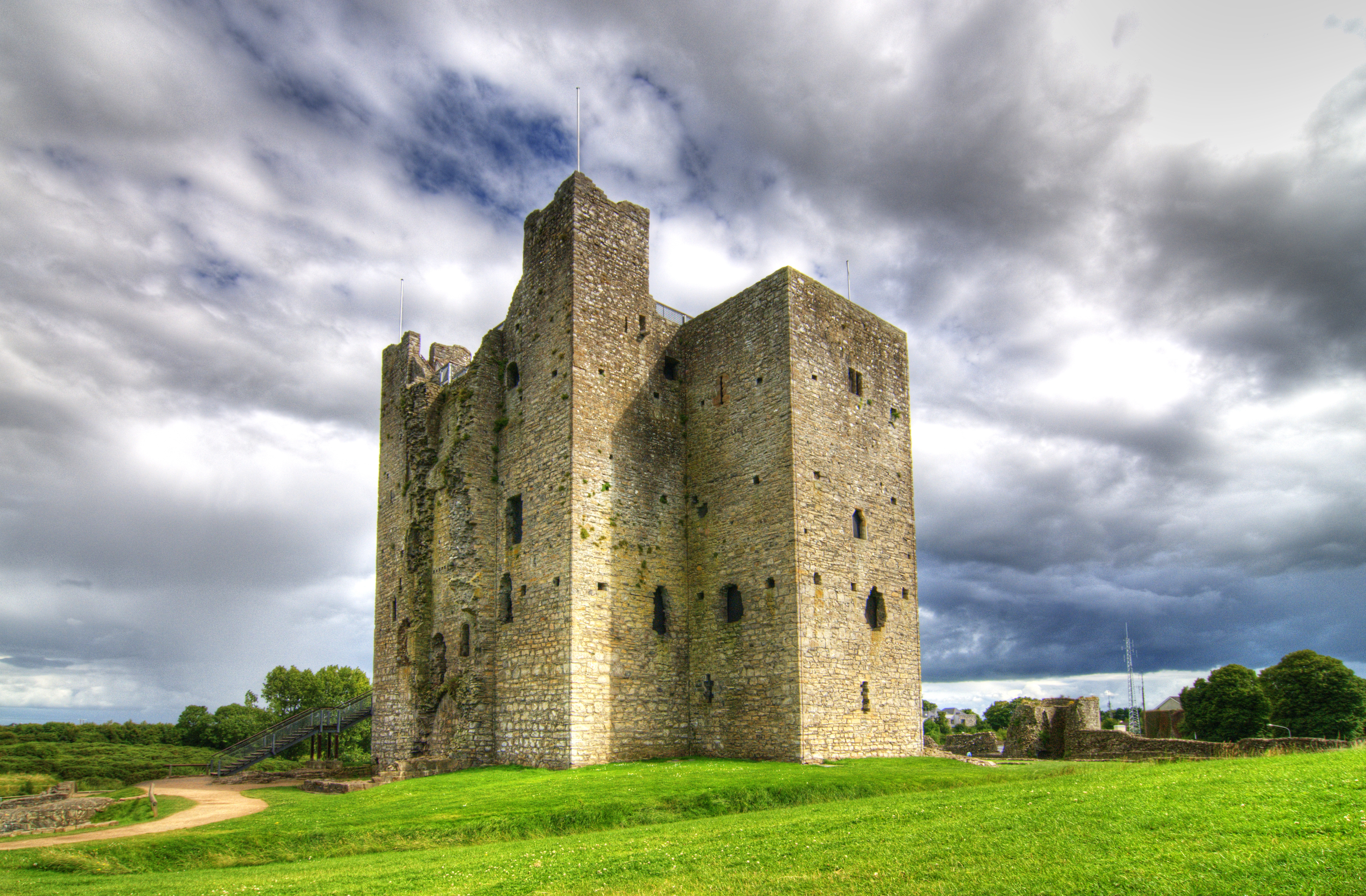
Hrad Trim v Irsku

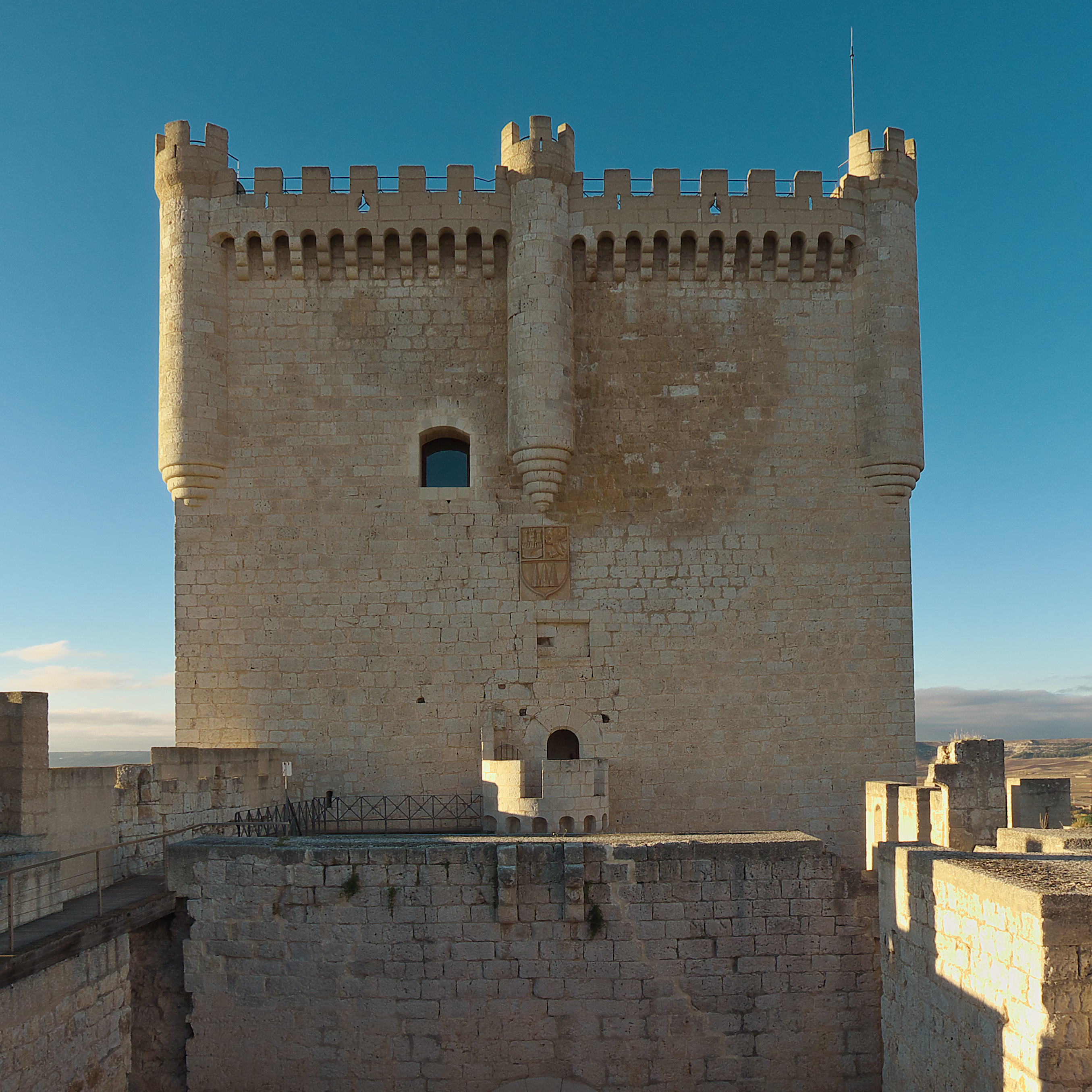
Peñafiel ve španělské provincii Valladolid

Donjon či donžon je věž převážně čtvercového nebo obdélníkového půdorysu. Objevují se však (v Česku výjimečně) také donjony polygonálního nebo kruhového půdorysu. Kruhové donjony lze spatřit například na hradě Restormel v Cornwallu, ve Francii v Gisorsu, Étampes nebo Rouenu, v Čechách pak na Křivoklátě. Šlo o věže obytné, ale v případě potřeby mohly sloužit i jako věže útočištní. Donjony se v Českých zemích objevovaly od počátku hradního stavitelství a často se vyskytovaly jako součásti tvrzí. Věž, která sloužila pouze k obraně hradu, se nazývá bergfrit.
Donjon označuje také typ francouzského románského hradu. Obytná věž či palác hranolového tvaru je na nárožích, případně na stěnách, zesílen plnými věžicemi oblého tvaru. V Čechách bylo tohoto typu užito při stavbě románského biskupského hradu v Roudnici nad Labem.

## Původ názvu
Výraz donjon, též dungeon, dongun, doignon, dangon, případně dunjo, dungeo, domniono či domnio, je galorománského původu a je odvozen od latinského slova dominus (pán). Kořeny výrazu mohou být též ve franském slově dungjo podobného významu. Z tohoto výrazu vzniklo v angličtině dungeon, které má však význam zúžený na „hladomorna“.

## Donjony českých hradů
Typický hrad základní donjonové dispozice, který se v Čechách stavěl v průběhu 13. a 14. století, byl tvořený právě obytnou věží obehnanou hradbou, do které mohl být vložen vstupní objekt. Ostatní zástavba měla jen pomocný charakter. Půdorys některých donjonů dosahoval až 14 × 17,5 m (Vítkův kámen) nebo 16 × 16 m (Pajrek). V rozvinuté podobě mohly stát v hradním jádře kromě donjonu další obytné a pomocné stavby (Křečov). Výjimečně se objevují hrady tvořené pouze donjonem (Kunžvart).
Typickými ukázkami hradů donjonové dispozice jsou v českém prostředí románská Přimda, raně gotická Hlízová věž na Zvíkově a z vrcholné gotiky např. Kost nebo Karlštejn.